# エウジェーニオ・ドス・サントス

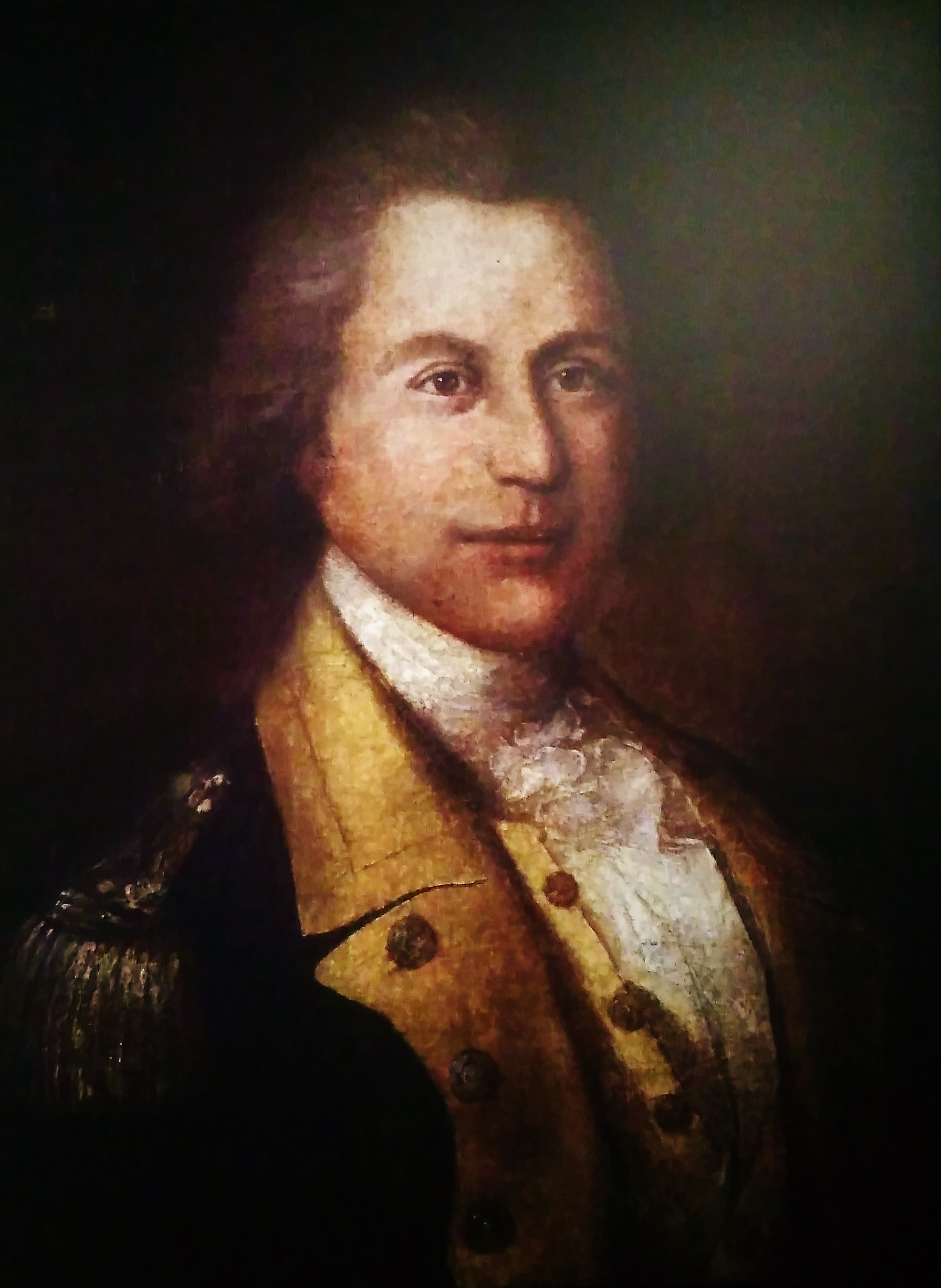
エウジェーニオ・ドス・サントス

エウジェーニオ・ドス・サントス・デ・カルヴァーリョ（Eugeniodos Santos de Carvalho、1711年-1760年）は、ポルトガルの軍事技術者、建築家・都市プランナーであり、 1755年の地震後のリスボンのバイシャ・ポンバリーナの計画と再建を担当した。
1863年に火災で破壊されたリスボン市役所を設計。地上階に小売店舗を設置するアパートの厳格なデザインは、機能主義的なアーバニズムの先駆けと考えられている。